# Poniński

Wappen der Familie von Poniński, Wappengemeinschaft Łodzia

Poniński, historisch auch: Ponińscy, in Polen traditionell mit Nennung des Wappens: Poniński herbu Łodzia, in Österreich-Ungarn auch: Poniński von Łodzia, ist der Name eines ursprünglich polnischen Adelsgeschlechts, das sich nach der Auflösung der polnischen Republik, auch in den Teilungsmächten Russland, Preußen und Österreich ausbreiten konnte. Zweige des Geschlechts bestehen bis heute fort.

## Geschichte
Das Geschlecht der Herren, Grafen und Fürsten Poniński entlehnt seinen Namen vom Ort Ponin bei Kosten und erscheint zuerst urkundlich mit Johannes Poniński im Jahre 1387.
Spätestens im 17. Jahrhundert teilte sich die Familie in zwei Stämme und brachte in der Folgezeit zahlreiche weitere Gliederungen hervor.

### Fürstliche Linie in Galizien und Wolhynien

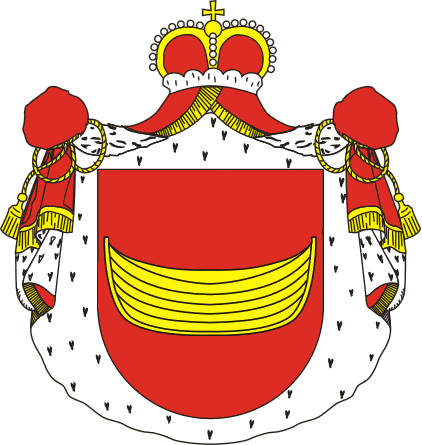
Wappen der Fürsten Poniński

Am 19. April 1773 wurden die Brüder Adam Poniński († 1798), Sejmmarschall und Calixt Poniński (* 1753; † 1817), Herr auf Polonne und General der Kronarmee, in den polnischen Fürstenstand erhoben. Die Fürstenwürde wurde vom Sejm am 26. April 1774 anerkannt. Sie hatten sich 1764 gegen die Anwesenheit russischer Truppen bei der Königswahl von Stanislaus II. August Poniatowski ausgesprochen. Erstgenannter legitimierte sich bei der galizischen Landtafel am 3. Dezember 1782 als Fürst. Die österreichische Fürstenstandsbestätigung für seinen Sohn Fürst Karl von Poniński erfolgte am 12. Juli 1818, der am 30. Dezember 1837 ein dahingehendes Diplom folgte. Der galizische Fürstenstand wurde seinem Bruder Alexander von Poniński, Erbherr auf Horyniec, am 27. Januar 1821 anerkannt und durch ein dahingehendes Diplom vom 22. Mai 1841 bestätigt. Am 27. Januar 1822 immatrikulierte sich der zuletzt genannte bei den galizischen Ständen. 
Im Jahre 1854 war Fürst Calixt Valentin Poniński, Sohn des Fürsten Heinrich Georg Poniński und der Gräfin Helene Gurski Familienprimus der Linie. Er hatte umfangreichen Besitz im russischen Teil Wolhyniens sowie in Galizien. 
Die österreichische Verleihung des Prädikats "Durchlaucht" ist am 20. Juli 1905 für Alexander von Poniński ergangen, seine Deszendenten führten den Titel "Prinz" bzw. "Prinzessin".

### Gräfliche Linie in Schlesien und Österreich

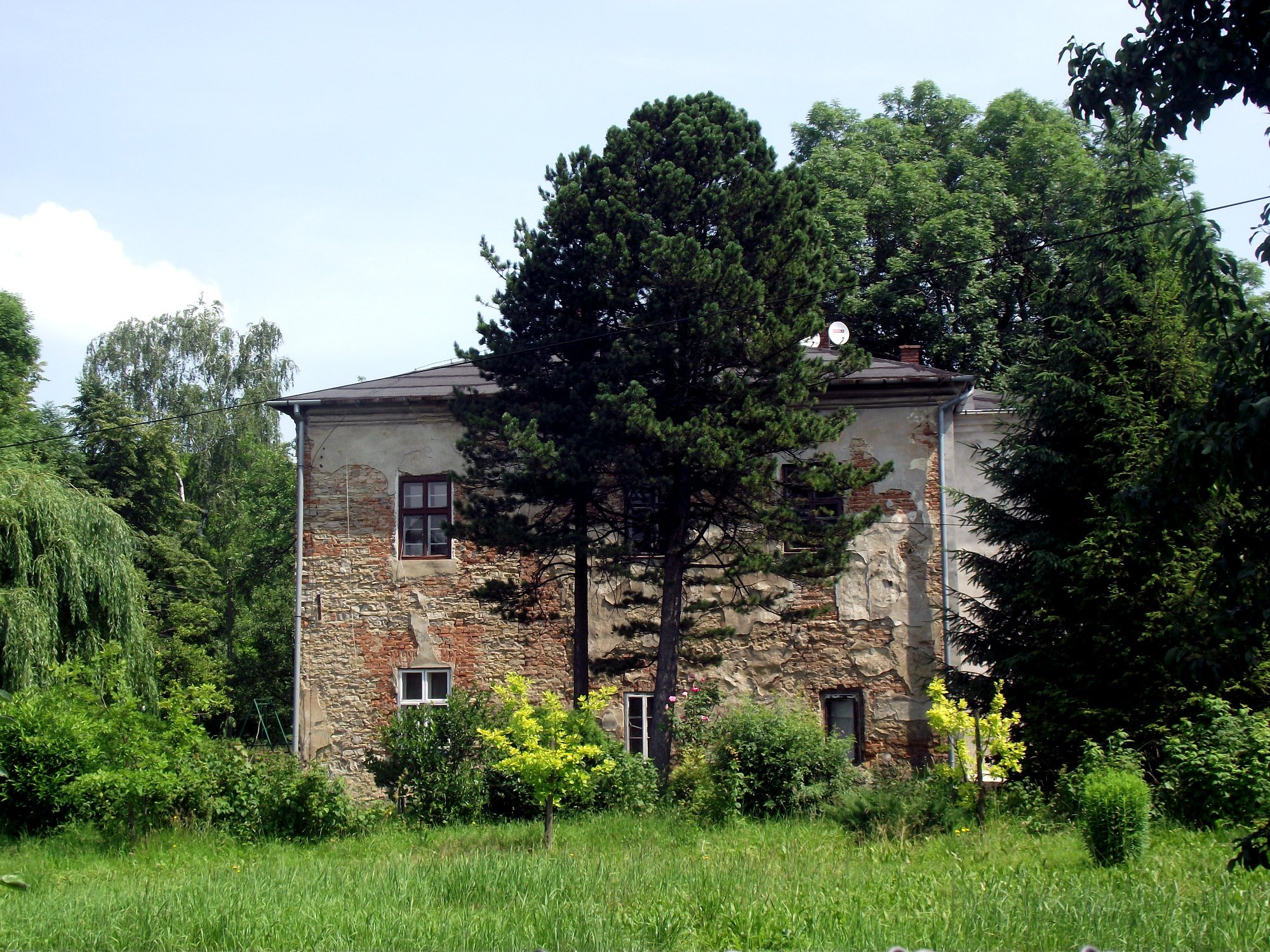
Gut Riegersdorf (Rudzica)

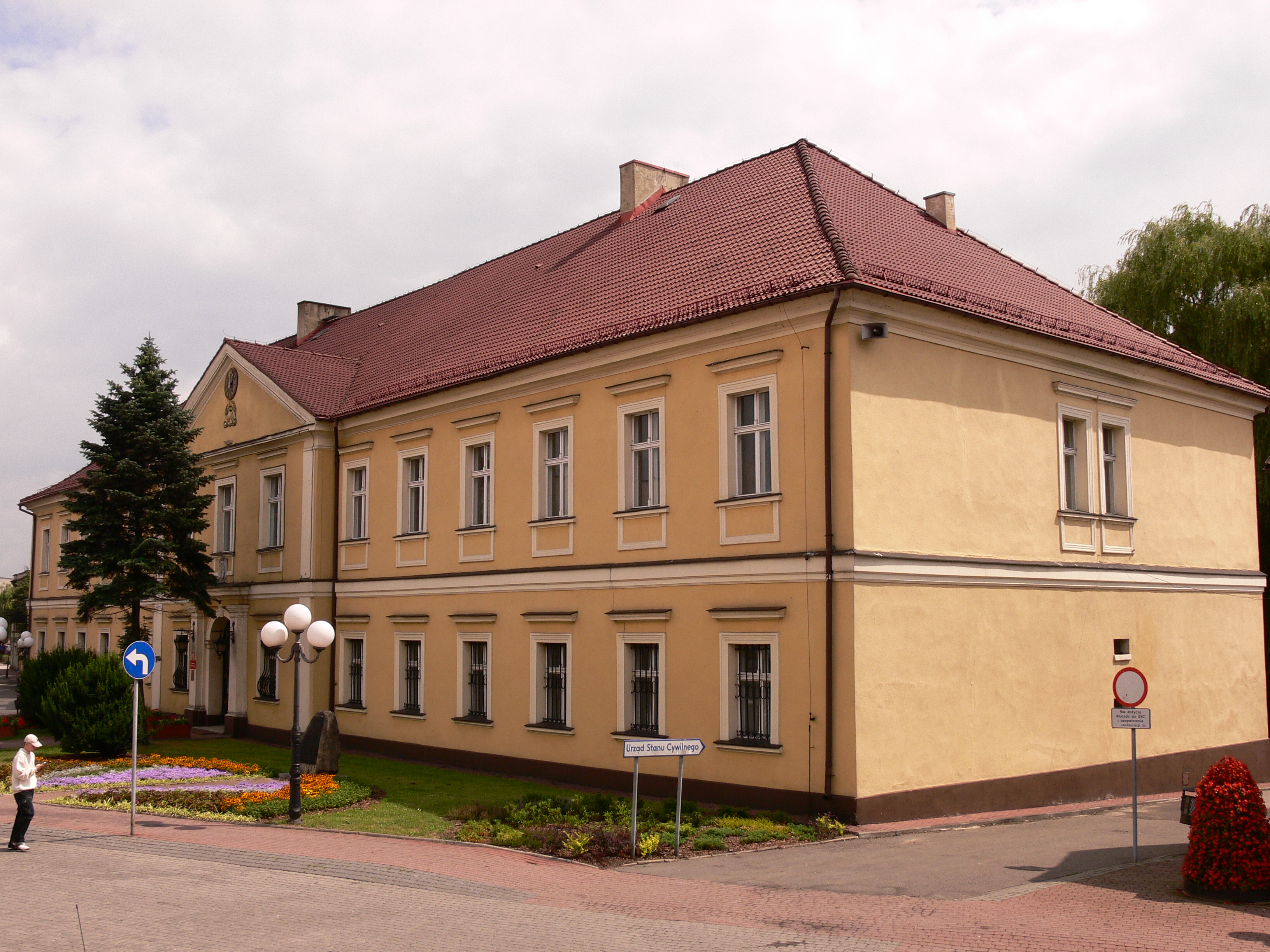
Schloss Loslau

Als erster Graf kam Stanislaus Poniński nach Schlesien. Mit seiner zweiten Ehefrau, Sophie Charlotte Gräfin von Reichenbach, lebte er zunächst auf deren Gut Schönwalde (poln. Świercze), Kreis Rosenberg, tauschte diesen Besitz 1783 mit der Herrschaft Riegersdorf (poln. Rudzica) nahe bei Bielitz (ehemals Österreichisch Schlesien), wo er 1791 verstarb. Sein ältester Sohn Franz Xaver (1756–1811) setzte die Linie dort fort. Dessen Bruder Ignatz August (1759–1831) erhielt eine indirekte Anerkennung des Grafenstandes gelegentlich der Verleihung des preußisch-schlesischen Inkolats am 4. August 1782. Durch seine erste Ehefrau, Henriette Gräfin von Roedern, kam er zu einem Anteil der Herrschaft Siebeneichen (poln. Dębowy Gaj), Kreis Löwenberg, die er durch weiteren Zukauf völlig in sein Eigentum brachte. Später war er auch Standesherr in Loslau. 
Von seinen Söhnen aus zweiter Ehe mit Comtesse Friederike Charlotte, zweiter Tochter des Reichsgrafen Wilhelm Christoph Gottlob von Dohna-Vianen, sind zu erwähnen: Wilhelm Friedrich (1786–1854), preußischer Major; Eduard (1796–1818), preußischer Leutnant; Adolf (1801–1878) auf Hrehorów, Jurist, erhielt am 8. März 1862 die österreichische Anerkennung des preußischen Grafentitels; Christoph (1802–1874), Landrat des Kreises Löwenberg, und August (1791–1832), der zunächst in der preußischen, dann in der österreichischen Armee diente. Dessen Söhnen Artur, Erbherr auf Kowalòwka, Ladislaus und Alfred wurde am 8. März 1842 ebenfalls der preußische Grafentitel in Österreich zuerkannt. Schließlich erhielt Bronislaw (1849–1898) ein Enkel des Franz Xaver und königlich italienischer Generalleutnant am 24. Februar 1880 die italienische Anerkennung der Grafenwürde.
Wally Gräfin von Poninski (1833–1912), Tochter des Christoph, gründete das Diakonissenmutterhaus in Breslau-Lehmgruben.

### Gräfliche Linie in Posen

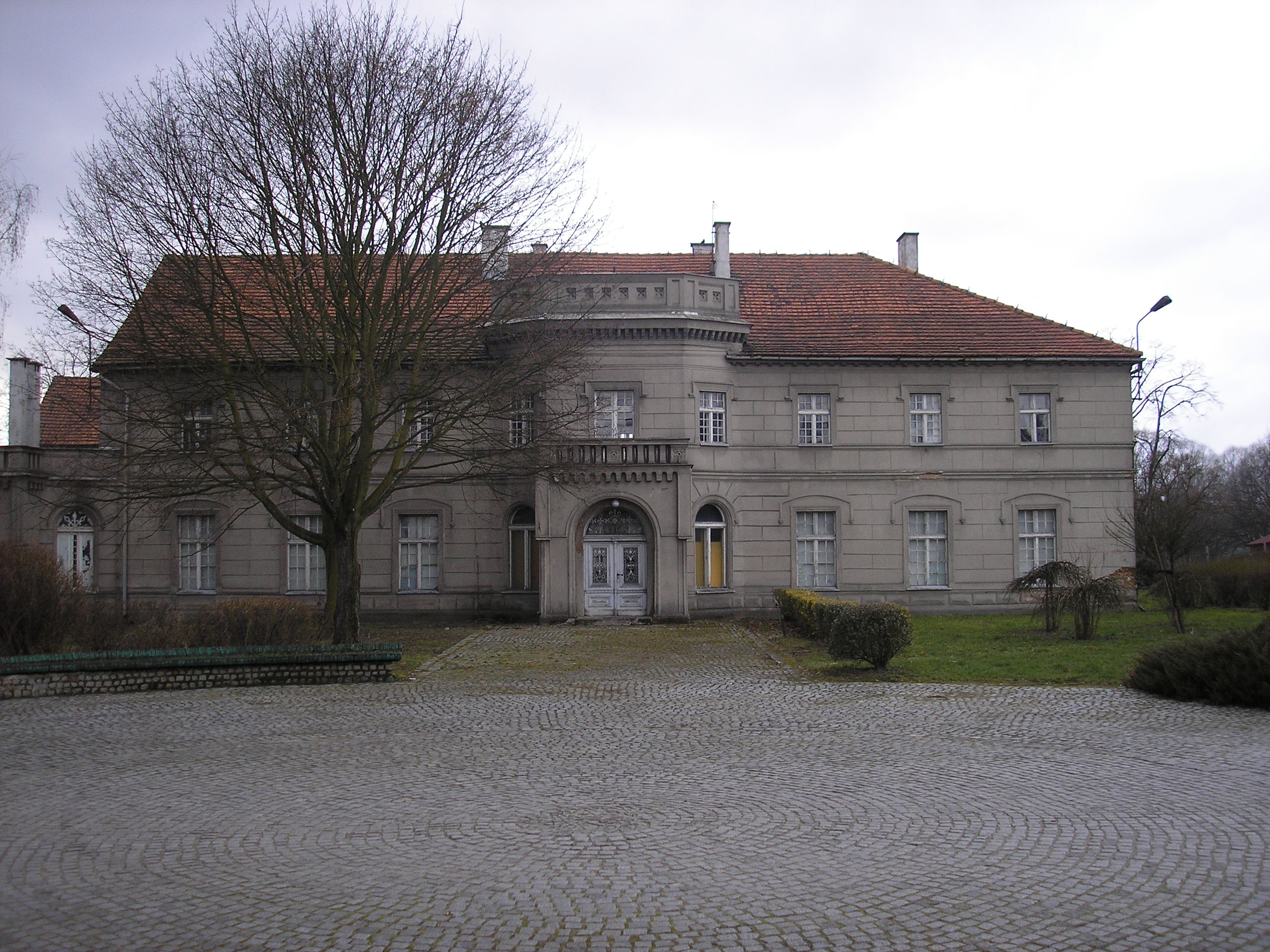
Schloss Wreschen

Stanislaus von Poniński (* 1779; † 1847), Inhaber der Herrschaft Wreschen, königlich preußischer Oberst und Generallandschaftsdirektor a. D. sowie Provinziallandtagsmarschall im Großherzogtum Posen wurde von König Friedrich Wilhelm IV. am 10. September 1840 in den preußischen Grafenstand nach dem Recht der Erstgeburt nobilitiert. Er vermählte sich mit Anna von Sierakowski († 1859). Während der jüngere Sohn aus dieser Ehe, Boleslav von Poniński (* 1822; † 1887) das Rittergut Malczewo erhielt, erbte Graf Eduard von Poniński (* 1817; † 1893) den Grafentitel und die Herrschaft Wreschen. Letzterem folgte sein Sohn, Graf Stanislaus von Poniński (* 1846) in der Erbfolge.
Bereits am 18. August 1841 immatrikulierte sich Graf Anton von Brody-Poniński, Neffe des erstgenannten, Kammerherr und Regierungssekretär in Augsburg bei der Grafenklasse im Königreich Bayern. 
1908 erhielt Adolf von Poniński, Erbherr auf Kościelec in Galizien und königlich preußischer Rittmeister a. D. der Garde-Landwehr-Kavallerie von Papst Pius X. den Titel eines "comes romanus".

### Ritterliche Linie in Galizien
Adam Poniński und Franz Poniński, Erbherren von Zahajpol und weiteren galizischen Gütern, legitimierten sich am 20. August 1784 bei der galizischen Landtafel als Ritter mit dem Wappen Łodzia. Ebenso, als Ritter mit dem Wappen Łodzia, legitimierte sich Johann von Poniński am 18. April 1820 beim galizischen Landausschuss.

## Besitz
- Schlesien: Ober Kaiserswaldau (1785 erwähnt), Kreis Goldberg-Haynau, Kreibau (etwa 1800–1835), Kreis Goldberg-Haynau, Lauterseiffen (1783–1851), Kreis Löwenberg,  Minderstandesherrschaft Loslau in Oberschlesien (1794–1797), Radmannsdorf (1783–1851), Kreis Löwenberg, Siebeneichen (1783–1851), Kreis Löwenberg und Klein Wandris (1799– etwa 1830), Kreis Liegnitz.

- Posen: u. a. Bierzylinek, Bilino, Brzoskowo, Chorzalky, Gnesewo, Gury, Iwno, Komornik, Kościelec, Kowalòwka, Lauske, Libusch, Lulce, Malczewo, Marzelewo, Nadurzyce, Nagradowice, Oblaczkowo, Opieczyn, Przybislaw, Psary, Raszewy, Ruysce, Sanniki, Slomowo, Sokolowo, Witkorowo, Wreschen, Wydzierzadice, Zbeckowo und Xionzno
- Galizien: u. a. Czerniatyn, Czortkow, Czerwonogród, Alt und Klein Gwożdziec, Horyniec, Hrehorów, Jaworów, Mykietyńce, Olexiow, Pistyna, Podstaje, Probabin, Serafinen und Zahajpol

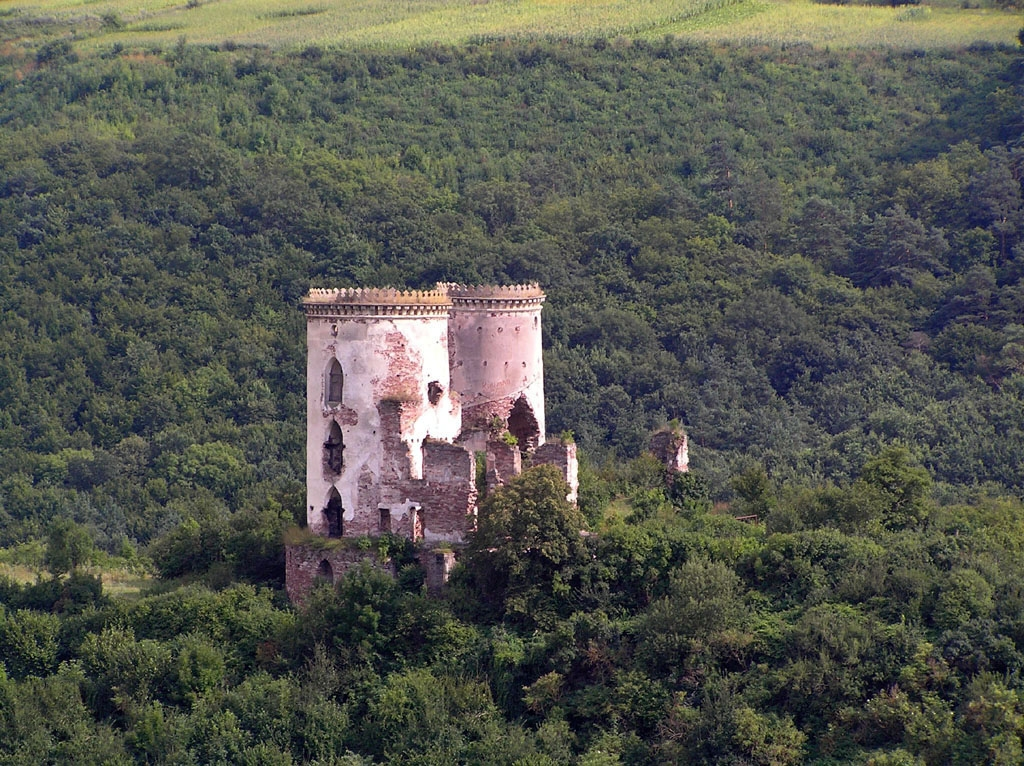
Ruine des Schlosses Czerwonogród

## Wappen
Die Poniński führten das Wappen Łodzia: In Rot ein goldener Kriegskahn. Auf dem gekrönten Helm mit rot-goldenen Decken ein natürlicher Pfauenfederbusch, belegt mit dem Kriegskahn. Wahlspruch: Talis vita (Telle est la vie).

## Angehörige

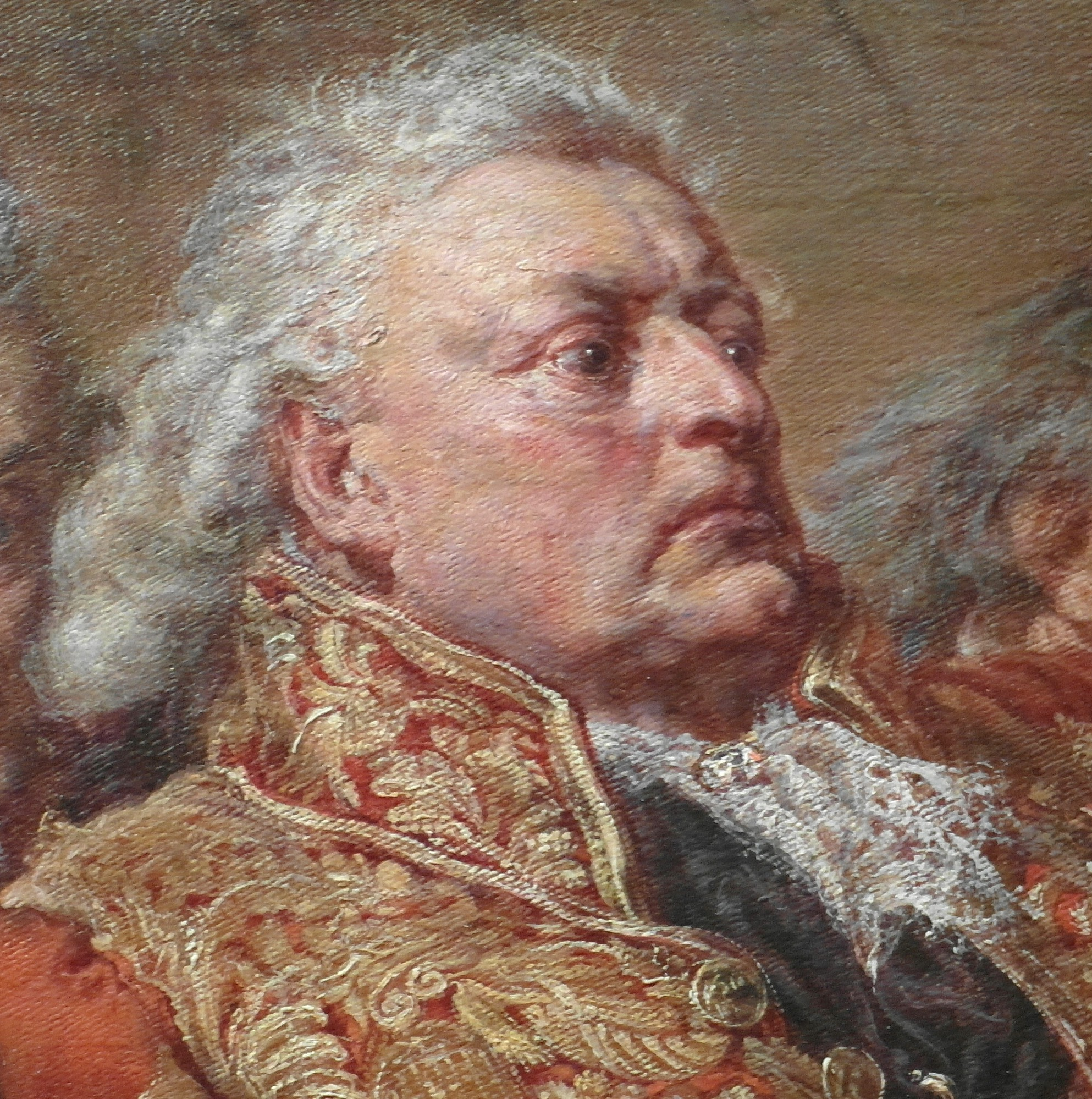
Adam Poniński (1732–1798), Sejmmarschall

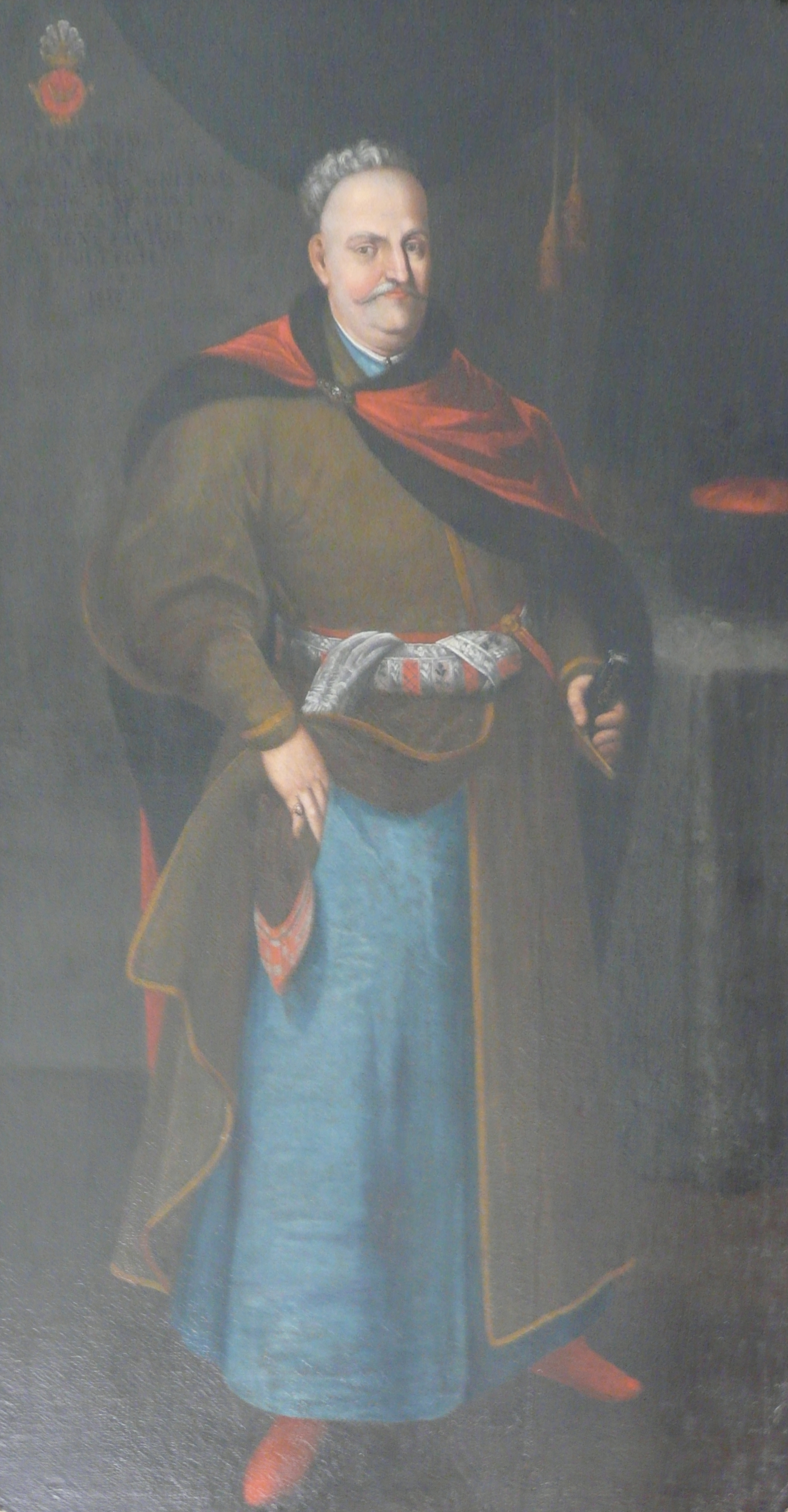
Hieronim Poniński (um 1700)

- Karol Poniński († 1727), 1725–1727 Weihbischof in Posen
- Adam Poniński (* 1732/1733; † 1798), Sejmmarschall, Küchenmeister und Schatzminister der polnischen Krone. 1773 unterzeichnete er für Polen-Litauen die Abtretungsverträge über die von Russland, Preußen und Österreich während der ersten Teilung Polens beschlagnahmten Gebiete, wofür diese ihn entlohnten. Danach beteiligte er sich an der Beschlagnahme des Vermögens des aufgelösten Jesuitenordens. Nach seinem Bankrott durch Spielschulden 1785 wurde er russischer Einflußagent.
- Alexander Poniński von Łodzia, Großgrundbesitzer in Jaworów in Galizien, Abgeordneter zum österreichischen Abgeordnetenhaus der X. Legislaturperiode
- Adelheid Christine Friederike Amalie Ponińska geb. Komtesse Dohna-Schlodien (* 1804; † 1881), Gattin des Grafen Adolph Poniński (* 1801; † 1878), Sozialreformerin und Stadtplanerin
- Christoph von Poniński (* 1802; † 1876), schlesischer Landrat, Rittergutsbesitzer und Politiker
- Ladislaus Poniński († nach 1880), königlich italienischer Generalleutnant, Kommandant der Savoia Cavalleria